# Rainer Stenius
Rainer „Ranu“ Konrad Stenius (* 19. März 1943 in Helsinki; † 5. Dezember 2014 in Espoo) war ein finnischer Leichtathlet und gilt als der beste finnische Weitspringer seiner Zeit. Er war Europameisterschaftszweiter 1962, und sein 1966 aufgestellter finnischer Rekord im Weitsprung hielt 40 Jahre.

## Sportliche Karriere
Stenius war 1962, 1965 und 1966 finnischer Meister im Weitsprung.
Bei den Europameisterschaften 1962 in Belgrad erreichten sechs Springer das Finale mit der geforderten Qualifikationsweite von 7,50 Meter, darunter mit Jorma Valkama, Pentti Eskola und Rainer Stenius drei Finnen. Sechs weitere Springer wurden ebenfalls zum Vorkampf zugelassen. Während Valkama seine Leistung aus der Qualifikation am Finaltag nicht bestätigen konnte, erreichten Eskola und Stenius den Endkampf. Schließlich gewann Igor Ter-Owanessjan aus der Sowjetunion mit windunterstützten 8,19 Meter. Dahinter sprangen Stenius und Eskola beide 7,85 Meter, Stenius erhielt die Silbermedaille vor seinem Landsmann. Dmytro Bondarenko, der zweite Springer aus der Sowjetunion wurde Vierter mit 7,83 Meter.
Vier Jahre später bei den Europameisterschaften 1966 in Budapest erreichten mit Rainer Stenius, Pertti Pousi und Pentti Eskola erneut drei Finnen den Vorkampf im Weitsprung. Im Endkampf wurde Stenius mit 7,68 Meter Fünfter, 20 Zentimeter hinter den Medaillenrängen. Eskola belegte den siebten Platz und Pousi wurde Achter.
Seine persönliche Bestweite von 8,16 Meter sprang Stenius am 6. Mai 1966 in Los Angeles, diese Weite bedeutete finnischen Rekord. Mit dieser Weite war er genauso Vierter in der Jahresweltbestenliste, wie ein Jahr zuvor mit 8,04 Meter.